# 今井雅則
今井 雅則（いまい まさのり、1952年7月21日 - ）は、日本の実業家。戸田建設代表取締役会長。全国建設業協会会長。

## 来歴
大阪府出身。料亭を営む家の二男に生まれる。大阪府立三国丘高等学校を経て、1978年3月大阪大学大学院工学研究科博士前期課程建築学専攻を修了し、戸田建設入社。建設とは無縁な環境に育ったものの建設会社に入社したのは、大学受験に失敗した失意の時期に大阪万博を訪れ、場内の建造物の素晴らしさに目を奪われたことがきっかけ。座右の銘は明末の陽明学者・崔後渠の説いた「六然」。
2008年執行役員、2009年常務執行役員大阪支店長、2013年4月執行役員副社長を経て、2013年6月に社長に就任。2021年より現職。
全国建設業協会会長、建設業労働災害防止協会会長、日本気候リーダーズ・パートナーシップ共同代表、エコ・ファースト推進協議会副議長。